# Aulnoy
Aulnoy és un municipi francès, situat al departament del Sena i Marne i a la regió d'Illa de França. L'any 2007 tenia 385 habitants.
Forma part del cantó de Coulommiers, del districte de Meaux i de la Comunitat de comunes del Pays de Coulommiers.

## Demografia

### Població
El 2007 la població de fet d'Aulnoy era de 385 persones. Hi havia 129 famílies, de les quals 20 eren unipersonals (12 homes vivint sols i 8 dones vivint soles), 42 parelles sense fills i 67 parelles amb fills.
La població ha evolucionat segons el següent gràfic:
Habitants censats

### Habitatges
El 2007 hi havia 151 habitatges, 135 eren l'habitatge principal de la família, 10 eren segones residències i 5 estaven desocupats. 147 eren cases i 4 eren apartaments. Dels 135 habitatges principals, 102 estaven ocupats pels seus propietaris, 29 estaven llogats i ocupats pels llogaters i 4 estaven cedits a títol gratuït; 6 tenien dues cambres, 11 en tenien tres, 27 en tenien quatre i 91 en tenien cinc o més. 112 habitatges disposaven pel capbaix d'una plaça de pàrquing. A 61 habitatges hi havia un automòbil i a 71 n'hi havia dos o més.

### Piràmide de població
La piràmide de població per edats i sexe el 2009 era:
| Homes | Edats   | Dones |
| ----- | ------- | ----- |
| 0     | 95 o +  | 0     |
| 0     | 90 a 94 | 1     |
| 1     | 85 a 89 | 3     |
| 0     | 80 a 84 | 3     |
| 2     | 75 a 79 | 2     |
| 6     | 70 a 74 | 4     |
| 9     | 65 a 69 | 9     |
| 5     | 60 a 64 | 5     |
| 13    | 55 a 59 | 14    |
| 9     | 50 a 54 | 8     |
| 17    | 45 a 49 | 14    |
| 17    | 40 a 44 | 17    |
| 14    | 35 a 39 | 18    |
| 7     | 30 a 34 | 10    |
| 6     | 25 a 29 | 8     |
| 8     | 20 a 24 | 7     |
| 8     | 15 a 19 | 12    |
| 21    | 10 a 14 | 17    |
| 8     | 5 a 9   | 15    |
| 3     | 0 a 4   | 11    |

## Economia
El 2007 la població en edat de treballar era de 273 persones, 203 eren actives i 70 eren inactives. De les 203 persones actives 185 estaven ocupades (96 homes i 89 dones) i 18 estaven aturades (4 homes i 14 dones). De les 70 persones inactives 19 estaven jubilades, 31 estaven estudiant i 20 estaven classificades com a «altres inactius».

### Ingressos
El 2009 a Aulnoy hi havia 135 unitats fiscals que integraven 387,5 persones, la mediana anual d'ingressos fiscals per persona era de 22.098 €.

### Activitats econòmiques
Dels 16 establiments que hi havia el 2007, 5 eren d'empreses de construcció, 1 d'una empresa de comerç i reparació d'automòbils, 1 d'una empresa de transport, 1 d'una empresa d'informació i comunicació, 3 d'empreses immobiliàries, 3 d'empreses de serveis i 2 d'entitats de l'administració pública.
Dels 6 establiments de servei als particulars que hi havia el 2009, 2 eren paletes, 1 guixaire pintor, 1 fusteria, 1 empresa de construcció i 1 agència immobiliària.
L'any 2000 a Aulnoy hi havia 7 explotacions agrícoles.

## Poblacions més properes
El següent diagrama mostra les poblacions més properes.